# Galambgomba-alkatúak
A galambgomba-alkatúak (Russulales) a gombák Agaricomycetes osztályának egyik rendje. Az ide tartozó gombák alakja rendkívül változatos, egyaránt megtalálható közöttük a hagyományos kalapos gombaforma, a korallszerű, taplószerű vagy korhadó fán réteget formázó alak. Termőrétege is lehet lemezes, pórusos, tüskés vagy egyszerű réteges. Magyarországon leginkább ismert képviselői a galambgombák (a Russula nemzetség) és a tejelőgombák (Lactarius nemzetség), amelyek fő jellemzői, hogy a termőréteg lemezes felépítésű, a lemezek vastagok, sűrűn állók, törékenyek; a tönkjük tömör, nem rostos, a termőtestben kerek sejtekből (szferociszta) álló csoportok találhatók és életmódjukat illetően mikorrhizás erdei gombák. Bár külsőre hasonlítanak a kalaposgombák rendjének (Agaricales) tagjaira, különálló evolúciós ágat képviselnek.
Taxonómiája nem végleges, a genetikai vizsgálatok még jelentős változásokat hozhatnak. A 2020-as állás szerint a rendbe 12 család, valamint 17 bizonytalan besorolású, családba nem tartozó nemzetség tartozik, összesen 3268 fajjal.

## Családok

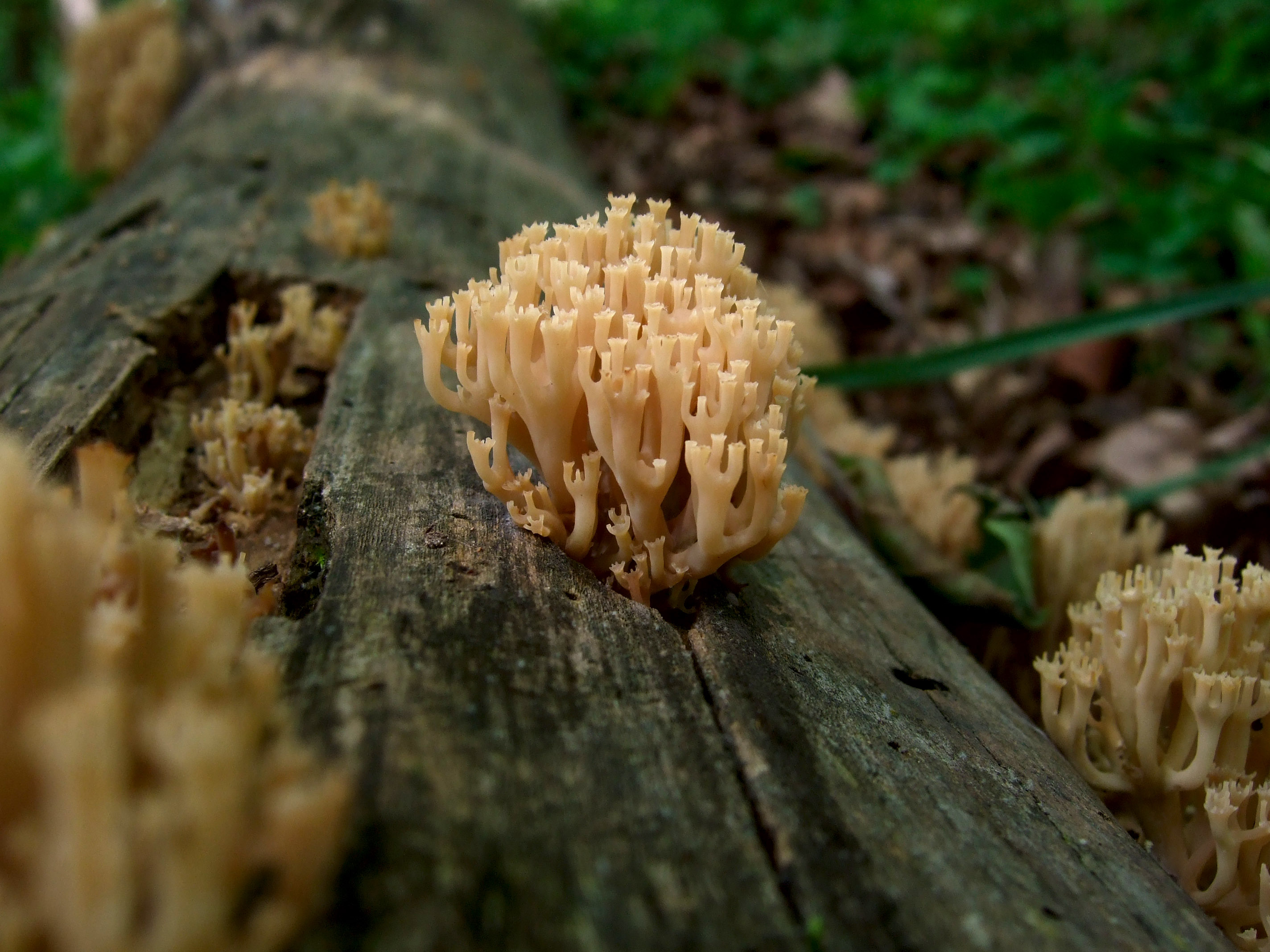
Csészés álkorallgomba

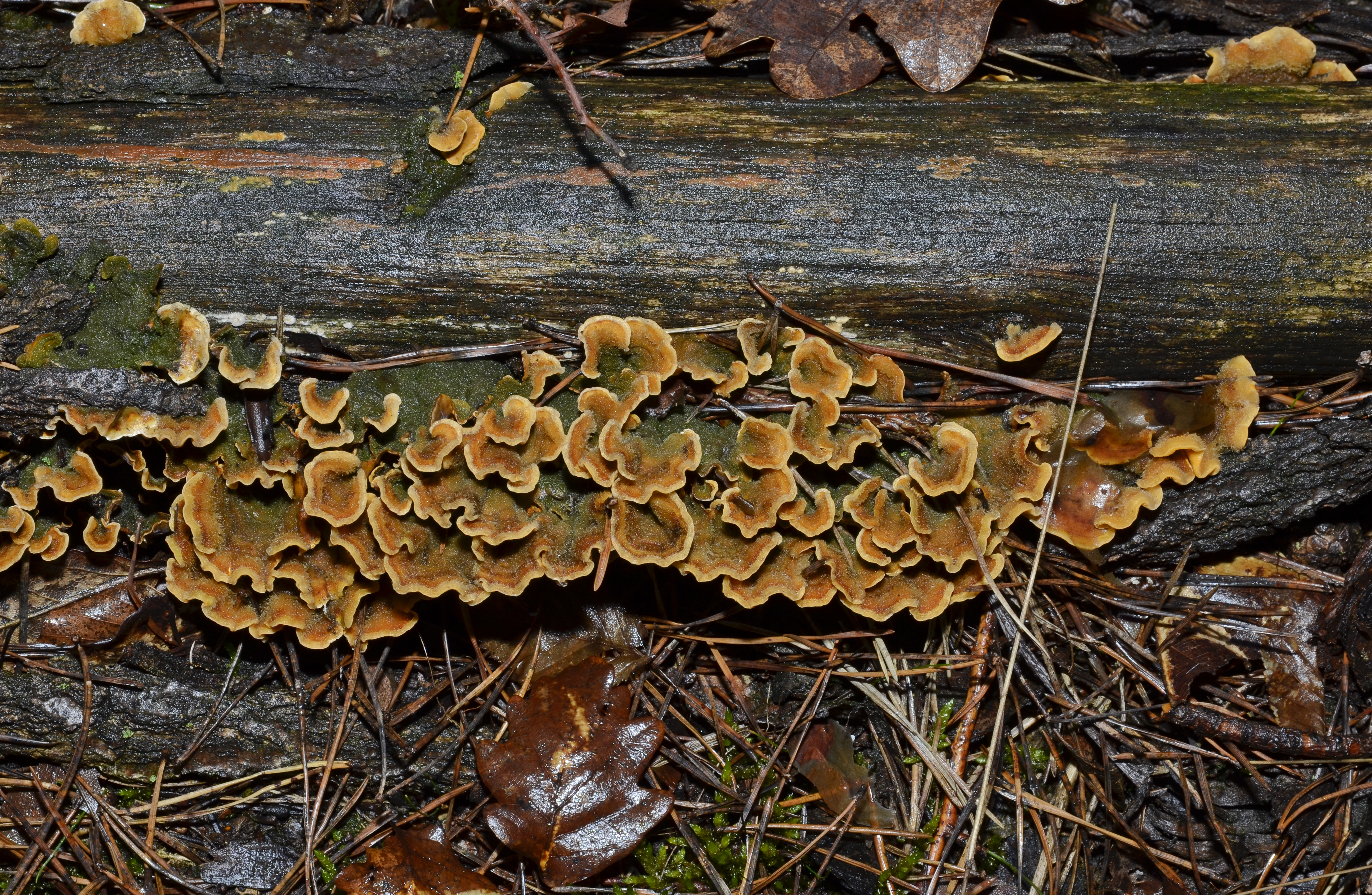
Borostás réteggomba

- Albatrellaceae  63 faj
- Amylostereaceae  5 faj
- Auriscalpiaceae  73 faj
- Bondarzewiaceae  86 faj
- Echinodontiaceae  6 faj
- Gloeodontiaceae  8 faj
- Hericiaceae  32 faj
- Hybogasteraceae 1 faj
- Lachnocladiaceae 206 faj
- Peniophoraceae 218 faj
- Russulaceae 2222 faj
- Stereaceae 298 faj

## Családba nem besorolt nemzetségek
- Aleurocystidiellum 2 faj
- Baltazaria 4 faj
- Dentipellopsis 1 faj
- Gloeoasterostroma 1 faj
- Gloeohypochnicium 2 faj
- Gloeopeniophorella 4 faj
- Haloaleurodiscus 1 faj
- Laeticutis 1 faj
- Larssoniporia 2 faj
- Neoalbatrellus 4 faj
- Perplexostereum 1 faj
- Polypus 1 faj
- Pseudowrightoporia 11 faj
- Scopulodontia 3 faj
- Scytinostromella 5 faj
- Wrightoporiopsis 5 faj
- Xeroceps 2 faj